# Marie de Bourbon-Vendôme
Pour les articles homonymes, voir Marie de Bourbon.
Marie de Bourbon-Vendôme (29 octobre 1515 - 28 septembre 1538) était la fille de Charles IV de Bourbon et de Françoise d'Alençon. Elle fut le sujet de négociations de mariage avec Jacques V d’Écosse. Il lui rendit visite mais épousa finalement Madeleine de France. Marie mourut deux ans plus tard. 

## Biographie

### Origines et famille
Marie est née au Château de La Fère dans l’Aisne possession de son père gouverneur de Picardie. Elle est la première fille de Charles de Bourbon, duc de Vendôme et de Françoise d'Alençon vicomtesse de Beaumont 

### Premières négociations
Le mariage du roi écossais avec une princesse française était attendu depuis l'alliance franco-écossaise par le traité de Rouen en 1517. Le traité lui-même était principalement axé sur le soutien militaire mutuel. Lorsque Jacques V d'Écosse devint majeur, on a d'abord pensé qu'il épouserait la princesse Madeleine de France. En décembre 1534, il était clair que Madeleine était malade. François Ier a alors suggéré que Jacques V épouse plutôt Marie de Bourbon pour respecter le traité. Le mariage était soutenu par le régent John Stuart, duc d'Albany, et à la fin de 1534, son secrétaire Nicolas Canivet et le secrétaire de Jacques V, Thomas Erskine de Haltoun, rencontrèrent le roi écossais et lui montrèrent le portrait de Marie. Cependant, Marguerite d'Angoulême avait discuté de ce projet de mariage avec le diplomate d'Henri VIII d'Angleterre, le duc de Norfolk en juin 1533. Elle souligna que Charles IV de Bourbon était étroitement allié à Charles Quint et a affirmé que Marie de Bourbon et sa sœur n'étaient pas de bons choix. La reine de Navarre se demandait si Jacques V ne finirait pas par épouser Christine de Danemark et suggéra à sa place sa belle-sœur Isabeau d'Albret. 
En janvier 1535, Jacques V écrivit à François Ier expliquant qu'il sentait qu'il avait été mal conseillé dans cette négociation et envoya son héraut James Aikenhead en France. Aikenhead a été chargé d'expliquer que James ne pouvait pas s'écarter du traité de 1517 en épousant une femme qui ne soit pas une princesse sans le consentement du Parlement d'Écosse. 

### Secondes négociations
François Ier ayant une fois de plus fermement indiqué à Jacques V qu'une princesse de la famille royale n'était pas disponible puisque Madeleine était trop frêle, les négociations de son mariage avec Marie de Bourbon reprit pour de bon. 

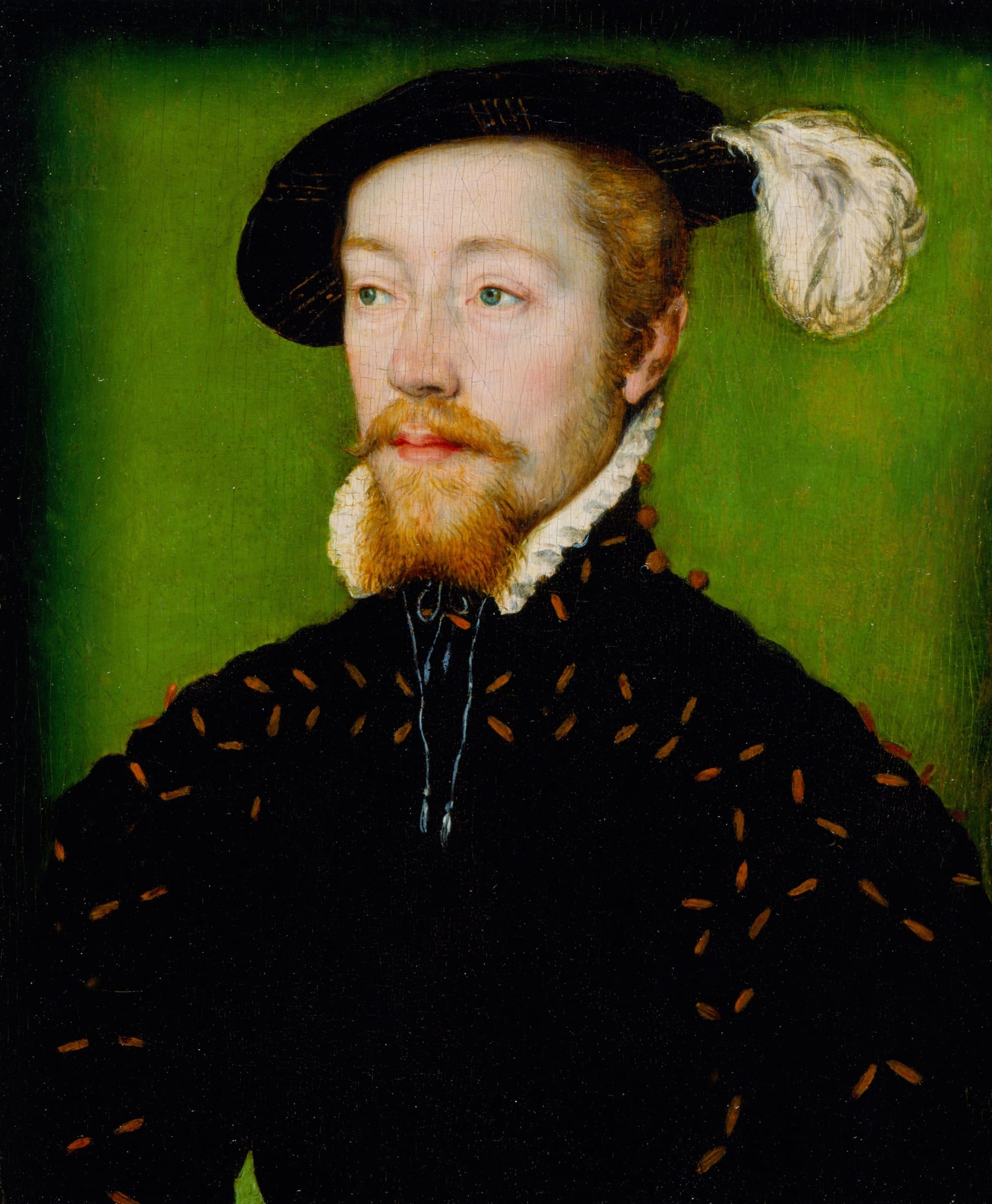
James V d'Écosse, Corneille de Lyon vers 1535

Le 3 juin 1535, Jacques V écrivit du château de Stirling à François Ier concernant son possible mariage avec Madeleine, le traité et l'offre alternative de Marie de Bourbon. Il écrivit qu'il avait entendu de Nicolas Canivet que Marie de Bourbon était une épouse convenable. Jacques V a envoyé avec la lettre le héraut James Aikenhead, qu'on avait chargé d'observer son caractère, ses manières, sa conduite et sa conversation. Aikenhead, s'il était satisfait sur ces points, devrait négocier sa dot comme si elle était une fille de France. Si l'affaire était conclue, Marie devrait partir pour l'Écosse avec sa suite de nombreuses dames avant l'hiver. 
Encore une fois, le duc d'Albany envisagea brièvement que le roi puisse épouser Christine de Danemark, désormais duchesse douairière de Milan, et Jacques V interrompit alors les négociations en progrès de son mariage avec Marie de Bourbon. À ce moment-là, il y avait également une  inquiétude qu'il décide finalement d'épouser son ancienne maîtresse, Margaret Erskine. Néanmoins, le 28 décembre 1535, Aikenhead retourna en France pour reprendre le projet de mariage et obtenir la meilleure offre possible pour Jacques V. Une fois encore, les instructions données à  Aikenhead stipulaient que la suite de Marie devrait être importante. Jacques V nomma ensuite ses «procureurs», c'est-à-dire ses représentants légaux pour finaliser le contrat. 
Le 29 mars 1536, un contrat définitif conclu à Crémieu,  pour que Marie épouse Jacques V d'Écosse, fut scellé par François Ier. Y assistèrent Jean III d'Estourmel, maître de la  maison du duc de Vendôme, assisté de Mathieu de Lonjoüe, évêque de Soissons, Guillaume Poyet, président du Parlement de Paris, Guillaume Féau, seigneur de Fernay, chambellan royal, et James Aikenhead, qui apparaît dans les documents français sous le nom de «Hacquenet». Le contrat a été signé par le cardinal Tournon, le chancelier Antoine de Bourg, Anne de Montmorency, maréchal de France, et l'amiral Philippe de Chabot. Jacques V avait déjà consenti au mariage en nommant ses procureurs pour finaliser les détails le 29 décembre 1535. Parmi ses dispositions, le contrat prévoyait que François Ier céderait le château de Dunbar, et les armes y étant conservées, qui était alors sous la garde du duc d'Albany, à Jacques V, et que si Jacques mourait en premier, Marie aurait à sa disposition le palais de Falkland pour le restant de sa vie. En avril 1536, François Ier consolide l'accord en envoyant au roi le collier de l'Ordre de Saint-Michel. Le duc d'Albany, qui soutenait ce mariage, mourut en juillet 1536. 

Le roi d'Écosse rend visite à Marie de Bourbon à Saint-Quentin en septembre 1536, puis part ensuite rencontrer François Ier. Au lieu d'épouser Marie, il épouse finalement la fille du roi, Madeleine de France le 1er janvier 1537. Le 14 octobre 1536, Rodolfo Pio, évêque de Faenza, écrit que François Ier avait désormais l'intention de marier Marie de Bourbon à François Ier de Lorraine. Madeleine de France et Marie de Bourbon moururent peu de temps après, à un an d'intervalle. Le chroniqueur écossais Robert Lindsay de Pitscottie a écrit : 
 "La fille du duc de Vendôme tomba malade de chagrin à cause du mariage du roi d’Écosse et mourut peu après :  le roi d’Écosse en fut fort peiné, pensant être la cause de la mort de la jeune fille. 

## Une rencontre secrète?
Quatre chroniques écossaises racontent une histoire selon laquelle Jacques V aurait visité la cour du duc de Vendôme au château de Vendôme déguisé. Il aurait échangé ses vêtements avec un domestique, peut-être John Tennent de Listonshiels. Marie n'était pas dupe et le reconnut à ses cheveux roux et grâce au portrait qui lui avait été donné. Bien que cette histoire semble douteuse, un historien moderne a noté que les observateurs anglais ont rapporté un certain mystère autour du voyage de Jacques à Saint-Quentin depuis Dieppe. 
Après le mariage de Jacques V et Madeleine et que le château de Dunbar et ses armes furent remis, James Aikenhead en devint le capitaine.